# Giải vô địch thế giới Liên Minh Huyền Thoại 2016
Giải vô địch thế giới Liên Minh Huyền Thoại 2016 (tiếng Anh: 2016 League of Legends World Championship) là Giải vô địch thế giới lần thứ 6 của Liên Minh Huyền Thoại. Giải đấu diễn ra từ ngày 30 tháng 9 cho đến 30 tháng 10 năm 2016 tại 4 thành phố của Mỹ là: San Francisco, Chicago, New York, Los Angeles. Các đội sẽ chia bảng và thi đấu theo thể thức hai lượt đi và về. Hai đội đứng đầu mỗi bảng sẽ đi tiếp vào vòng knock-out.
Nhà Đương kim vô địch SK Telecom T1 đánh bại Samsung Galaxy với tỉ số 3-2 ở trận chung kết và bảo vệ thành công ngai vàng. Qua đó SKT T1 giành lấy chức vô địch thế giới lần thứ 3 (lần 1: 2013, lần 2: 2015) và là chức vô địch lần thứ 3 cho 2 tuyển thủ huyền thoại là đi rừng Bengi cùng đường giữa Faker. Từ đây, SKT T1 cũng được coi là đội tuyển LMHT thành công nhất lịch sử.
Đường giữa của SKT T1 - Lee "Faker" Sang-hyeok xuất sắc đạt danh hiệu MVP (Người chơi xuất sắc nhất giải đấu).

## Đội tuyển
| Khu vực    | Khu vực    | Liên đoàn | Liên đoàn | Điều kiện                                          | Đội tuyển            | ID  | Nhóm hạt giống |
| ---------- | ---------- | --------- | --------- | -------------------------------------------------- | -------------------- | --- | -------------- |
| Bắc Mỹ     | Bắc Mỹ     | NA LCS    | NA LCS    | Vô địch khu vực mùa hè                             | Team SoloMid         | TSM | 1              |
| Bắc Mỹ     | Bắc Mỹ     | NA LCS    | NA LCS    | Điểm tích lũy #1                                   | Counter Logic Gaming | CLG | 2              |
| Bắc Mỹ     | Bắc Mỹ     | NA LCS    | NA LCS    | Vòng loại khu vực #1                               | Cloud9               | C9  | 3              |
| Châu Âu    | Châu Âu    | EU LCS    | EU LCS    | Vô địch khu vực mùa hè                             | G2 Esports           | G2  | 1              |
| Châu Âu    | Châu Âu    | EU LCS    | EU LCS    | Điểm tích lũy #1                                   | H2k-Gaming           | H2K | 2              |
| Châu Âu    | Châu Âu    | EU LCS    | EU LCS    | Vòng loại khu vực #1                               | Splyce               | SPY | 3              |
| Trung Quốc | Trung Quốc | LPL       | LPL       | Vô địch khu vực mùa hè                             | EDward Gaming        | EDG | 1              |
| Trung Quốc | Trung Quốc | LPL       | LPL       | Điểm tích lũy #1                                   | Royal Never Give Up  | RNG | 2              |
| Trung Quốc | Trung Quốc | LPL       | LPL       | Vòng loại khu vực #1                               | I May                | IM  | 2              |
| Hàn Quốc   | Hàn Quốc   | LCK       | LCK       | Vô địch khu vực mùa hè                             | ROX Tigers           | ROX | 1              |
| Hàn Quốc   | Hàn Quốc   | LCK       | LCK       | Điểm tích lũy #1                                   | SK Telecom T1        | SKT | 2              |
| Hàn Quốc   | Hàn Quốc   | LCK       | LCK       | Vòng loại khu vực #1                               | Samsung Galaxy       | SSG | 2              |
| TW/HK/MO   | TW/HK/MO   | LMS       | LMS       | Vô địch khu vực mùa hè                             | Flash Wolves         | FW  | 1              |
| TW/HK/MO   | TW/HK/MO   | LMS       | LMS       | Vòng loại khu vực #1                               | ahq e-Sports Club    | AHQ | 2              |
| Wildcard   | Brazil     | CBLOL     | IWCQ      | CBLol Vô địch mùa đông ►IWCQ Brazil Vô địch #1     | INTZ e-Sports        | ITZ | 3              |
| Wildcard   | CIS        | LCL       | IWCQ      | LCL Vô địch khu vực mùa hè ►IWCQ Brazil Vô địch #2 | Albus NoX Luna       | ANX | 3              |

## Đội hình
| Đội tuyển                 | Tuyển thủ | Tuyển thủ                                       |
| Đội tuyển                 | Tên | Vị trí                                          |
| Bắc Mỹ                    | Bắc Mỹ | Bắc Mỹ                                          |
| ------------------------- | --- | ----------------------------------------------- |
| Team SoloMid              | Kevin "Hauntzer" Yarnell Dennis "Svenskeren" Johnsen Søren "Bjergsen" Bjerg Yilliang "Doublelift" Peng Vincent "Biofrost" Wang                                                              | Top Jungle Mid ADC Support                      |
| Counter Logic Gaming      | Darshan "Darshan" Upadhyaya Jake "Xmithie" Puchero Choi "Huhi" Jae-hyun (최재현) Trevor "Stixxay" Hayes Zaqueri "aphromoo" Black                                                            | Top Jungle Mid ADC Support                      |
| Cloud9                    | Jung "Impact" Eon-yeong (정언영) William "Meteos" Hartman Nikolaj "Jensen" Jensen Zachary "Sneaky" Scuderi Andy "Smoothie" Ta                                                               | Top Jungle Mid ADC Support                      |
| Trung Quốc                | |                                                 |
| EDward Gaming             | Tong "Koro1" Yang (童扬) Ming "Clearlove" Kai (明凯) Heo "Pawn" Won-seok (허원석) Lee "Scout" Ye-chan (이예찬) Kim "Deft" Hyuk-kyu (김혁규) Tian "Meiko" Ye (田野)                          | Top Jungle Mid Mid (substitute) ADC Support     |
| Royal Never Give Up       | Jang "Looper" Hyeong-seok (장형석) Liu "Mlxg" Shi-Yu (刘世宇) Li "Xiaohu" Yuan-Hao (李元浩) Jian "Uzi" Zi-Hao (简自豪) Cho "Mata" Se-hyoung (조세형)                                        | Top Jungle Mid ADC Support                      |
| I May                     | Shek "AmazingJ" Wai Ho (石偉豪) Fan Jun "Avoidless" Wei (范俊偉) Kang "Athena" Ha-woon (강하운) Kang "Baeme" Yang-hyun (강양현) Xie "Jinjiao" Jin-Shan (谢金山) Yun "Road" Han-gil (윤한길) | Top Jungle Mid Mid (substitute) ADC Support     |
| Châu Âu                   | |                                                 |
| G2 Esports                | Ki "Expect" Dae-han (기대한) Kim "Trick" Gang-yun (김강윤) Luka "PerkZ" Perković Jesper "Zven" Svenningsen Alfonso Aguirre "mithy" Rodríguez                                                | Top Jungle Mid ADC Support                      |
| H2K-Gaming                | Andrei "Odoamne" Pascu Marcin "Jankos" Jankowski Yoo "Ryu" Sang-wook (유상욱) Konstantinos "FORG1VEN" Tzortziou Oskar "Vander" Bogdan                                                       | Top Jungle Mid ADC Support                      |
| Splyce                    | Martin "Wunder" Hansen Jonas "Trashy" Andersen Chres "Sencux" Laursen Kasper "Kobbe" Kobberup Mihael "Mikyx" Mehle                                                                          | Top Jungle Mid ADC Support                      |
| Hàn Quốc                  | |                                                 |
| ROX Tigers                | Song "Smeb" Kyung-ho (송경호) Han "Peanut" Wang-ho (한왕호) Lee "Kuro" Seo-haeng (이서행) Kim "Pray" Jong-in (김종인) Kang "Gorilla" Beom-hyeon (강범현)                                    | Top Jungle Mid ADC Support                      |
| SK Telecom T1             | Lee "Duke" Ho-seong (이호성) Kang "Blank" Sun-gu (강선구) Bae "Bengi" Seong-woong (배성웅) Lee "Faker" Sang-hyeok (이상혁) Bae "Bang" Jun-sik (배준식) Lee "Wolf" Jae-wan (이재완)          | Top Jungle Jungle (substitute) Mid ADC Support  |
| Samsung Galaxy            | Lee "CuVee" Seong-jin (이성진) Kang "Ambition" Chan-yong (강찬용) Lee "Crown" Min-ho (이민호) Park "Ruler" Jae-hyuk (박재혁) Jo "CoreJJ" Yong-in (조용인) Kwon "Wraith" Ji-min (권지민)     | Top Jungle Mid ADC Support Support (substitute) |
| Đài Loan/Hồng Kông/Ma Cao | |                                                 |
| Flash Wolves              | Yu "MMD" Li-Hung (游立宏) Hung "Karsa" Hau-Hsuan (洪浩軒) Huang "Maple" Yi-Tang (黃熠棠) Hsiung "NL" Wen-An (熊汶銨) Hu "SwordArT" Shuo-Chieh (胡碩傑)                                      | Top Jungle Mid ADC Support                      |
| ahq e-Sports Club         | Chen "Ziv" Yi (陳奕) Xue "Mountain" Zhao-Hong (薛兆鴻) Liu "Westdoor" Shu-Wei (劉書瑋) Wong Xing "Chawy" Lei (王心磊) Chou "AN" Chun-An (周俊諳) Kang "Albis" Chia-Wei (康家維)             | Top Jungle Mid Mid (substitute) ADC Support     |
| Wildcard                  | |                                                 |
| INTZ e-Sports             | Felipe "Yang" Zhao Gabriel "Revolta" Henud Gabriel "tockers" Claumann Micael "micaO" Rodrigues Luan "Jockster" Cardoso                                                                      | Top Jungle Mid ADC Support                      |
| Albus NoX Luna            | Dmitri "Smurf" Ivanov Aleksander "PvPStejos" Glazkov Mykhailo "Kira" Harmash Vladislav "aMiracle" Scherbyna Kirill "Likkrit" Malofeyev                                                      | Top Jungle Mid ADC Support                      |

*Tong "Koro1" Yang đã thay thế Chen "Mouse" Yu-Hao sau khi rút lui khỏi giải đấu do một vấn đề riêng tư.

## Địa điểm
| Hoa Kỳ                                            | Hoa Kỳ                    |
| San Francisco, California                         | Chicago, Illinois         |
| ------------------------------------------------- | ------------------------- |
| Vòng bảng                                         | Tứ kết                    |
| Bill Graham Civic Auditorium                      | Nhà hát Chicago           |
| Sức chứa: 7.000                                   | Sức chứa: 3.800           |
| 29 tháng 9 – 9 tháng 10                           | 13 tháng 10 – 16 tháng 10 |
|                                                   |                           |
| San FranciscoChicagoThành phố New YorkLos Angeles |                           |
| Thành phố New York, New York                      | Los Angeles, California   |
| Bán kết                                           | Chung kết                 |
| Madison Square Garden                             | Trung tâm Staples         |
| Sức chứa: 18.200                                  | Sức chứa: 18.188          |
| 21 tháng 10 – 22 tháng 10                         | 29 tháng 10               |
|                                                   |                           |

## Vòng bảng

### Bảng A
| 1 | ROX Tigers           | ~   | 1–1 | 1–1 | 2–0 | 5 | 2 | 3  |
| 2 | Albus NoX Luna       | 1–1 | ~   | 2–0 | 1–1 | 4 | 3 | 1  |
| 3 | Counter Logic Gaming | 1–1 | 0–2 | ~   | 2–0 | 3 | 3 | 0  |
| 4 | G2 Esports           | 0–2 | 1–1 | 0–2 | ~   | 1 | 5 | −4 |

### Bảng B
| 1 | SK Telecom T1 | ~   | 2–0 | 2–0 | 1–1 | 5 | 1 | 4  |
| 2 | Cloud9        | 0–2 | ~   | 2–0 | 1–1 | 3 | 3 | 0  |
| 3 | I May         | 0–2 | 0–2 | ~   | 2–0 | 2 | 4 | −2 |
| 4 | Flash Wolves  | 1–1 | 1–1 | 0–2 | ~   | 2 | 4 | −2 |

### Bảng C
| 1 | H2K-Gaming        | ~   | 1–1 | 1–1 | 2–0 | 5 | 2 | 3  |
| 2 | EDward Gaming     | 1–1 | ~   | 2–0 | 1–1 | 4 | 3 | 1  |
| 3 | ahq e-Sports Club | 1–1 | 0–2 | ~   | 2–0 | 3 | 3 | 0  |
| 4 | INTZ e-Sports     | 0–2 | 1–1 | 0–2 | ~   | 1 | 5 | −4 |

### Bảng D
| 1 | Samsung Galaxy      | ~   | 2–0 | 1–1 | 2–0 | 5 | 1 | 4  |
| 2 | Royal Never Give Up | 0–2 | ~   | 2–0 | 1–1 | 3 | 3 | 0  |
| 3 | Team SoloMid        | 1–1 | 0–2 | ~   | 2–0 | 3 | 3 | 0  |
| 4 | Splyce              | 0–2 | 1–1 | 0–2 | ~   | 1 | 5 | −4 |

## Vòng loại
|  | Tứ kết              | Tứ kết         |                |   | Bán kết | Bán kết |  |  | Chung kết | Chung kết |
|  |                     |                |                |   |         |         |  |  |           |           |
|  |                     |                |                |   |         |         |  |  |           |           |
|  |                     |                |                |   |         |         |  |  |           |           |
|  | SK Telecom T1       | 3              |                |   |         |         |  |  |           |           |
|  | SK Telecom T1       | 3              |                |   |         |         |  |  |           |           |
|  | Royal Never Give Up | 1              |                |   |         |         |  |  |           |           |
|  | Royal Never Give Up | 1              | SK Telecom T1  | 3 |         |         |  |  |           |           |
|  |                     |                | SK Telecom T1  | 3 |         |         |  |  |           |           |
|  |                     |                | ROX Tigers     | 2 |         |         |  |  |           |           |
|  | ROX Tigers          | 3              | ROX Tigers     | 2 |         |         |  |  |           |           |
|  | ROX Tigers          | 3              |                |   |         |         |  |  |           |           |
|  | EDward Gaming       | 1              |                |   |         |         |  |  |           |           |
|  | EDward Gaming       | 1              | SK Telecom T1  | 3 |         |         |  |  |           |           |
|  |                     |                | SK Telecom T1  | 3 |         |         |  |  |           |           |
|  |                     | Samsung Galaxy | 2              |   |         |         |  |  |           |           |
|  | H2K-Gaming          | Samsung Galaxy | 2              | 3 |         |         |  |  |           |           |
|  | H2K-Gaming          |                |                | 3 |         |         |  |  |           |           |
|  | Albus NoX Luna      | 0              |                |   |         |         |  |  |           |           |
|  | Albus NoX Luna      | 0              | H2K-Gaming     | 0 |         |         |  |  |           |           |
|  |                     |                | H2K-Gaming     | 0 |         |         |  |  |           |           |
|  |                     |                | Samsung Galaxy | 3 |         |         |  |  |           |           |
|  | Samsung Galaxy      | 3              | Samsung Galaxy | 3 |         |         |  |  |           |           |
|  | Samsung Galaxy      | 3              |                |   |         |         |  |  |           |           |
|  | Cloud9              | 0              |                |   |         |         |  |  |           |           |
|  | Cloud9              | 0              |                |   |         |         |  |  |           |           |
|  |                     |                |                |   |         |         |  |  |           |           |

## Thứ hạng chung cuộc

### Danh hiệu
|                                     |
| F.MVP SKT T1 Lee “Faker” Sang-hyeok |

|                                                   |
| 20 16 · Vô địch · LCK · SKT T1 Vô địch lần thứ ba |
|                                                   |

|                           |
| Á quân LCK Samsung Galaxy |

### Bảng xếp hạng
| Thứ hạng  | Đội tuyển            | Tiền thưởng (USD) | Tiền thưởng (%) |
| --------- | -------------------- | ----------------- | --------------- |
| 1st       | SK Telecom T1        | $2,028,000        | 40%             |
| 2nd       | Samsung Galaxy       | $760,500          | 15%             |
| 3rd–4th   | ROX Tigers           | $380,250          | 7.5%            |
| 3rd–4th   | H2K-Gaming           | $380,250          | 7.5%            |
| 5th–8th   | Cloud9               | $202,800          | 4%              |
| 5th–8th   | EDward Gaming        | $202,800          | 4%              |
| 5th–8th   | Royal Never Give Up  | $202,800          | 4%              |
| 5th–8th   | Albus NoX Luna       | $202,800          | 4%              |
| 9th–12th  | Counter Logic Gaming | $114,075          | 2.25%           |
| 9th–12th  | ahq e-Sports Club    | $114,075          | 2.25%           |
| 9th–12th  | Team SoloMid         | $114,075          | 2.25%           |
| 9th–12th  | I May                | $114,075          | 2.25%           |
| 13th–16th | Flash Wolves         | $63,375           | 1.25%           |
| 13th–16th | INTZ e-Sports        | $63,375           | 1.25%           |
| 13th–16th | G2 Esports           | $63,375           | 1.25%           |
| 13th–16th | Splyce               | $63,375           | 1.25%           |